# Sienna
Allysin Kay (Detroit, 5 de novembro de 1987) é uma lutadora profissional estadunidense, que atualmente trabalha para a Total Nonstop Action Wrestling sob o nome de ringue Sienna, onde é a atual Campeã das Knockouts. Ela já trabalhou para várias empresas do circuito indepedente nos Estados Unidos e Canadá, incluindo Absolute Intense Wrestling (AIW), Women Superstars Uncensored (WSU), Shimmer Women Athletes e Shine Wrestling.

## No wrestling
- Movimentos de finalização
  - AK47 (Yokosuka cutter)[3][4]
  - Cut-Throat (Saito suplex)
  - Guillotine choke – 2017–presente
  - Modified gogoplata[5]

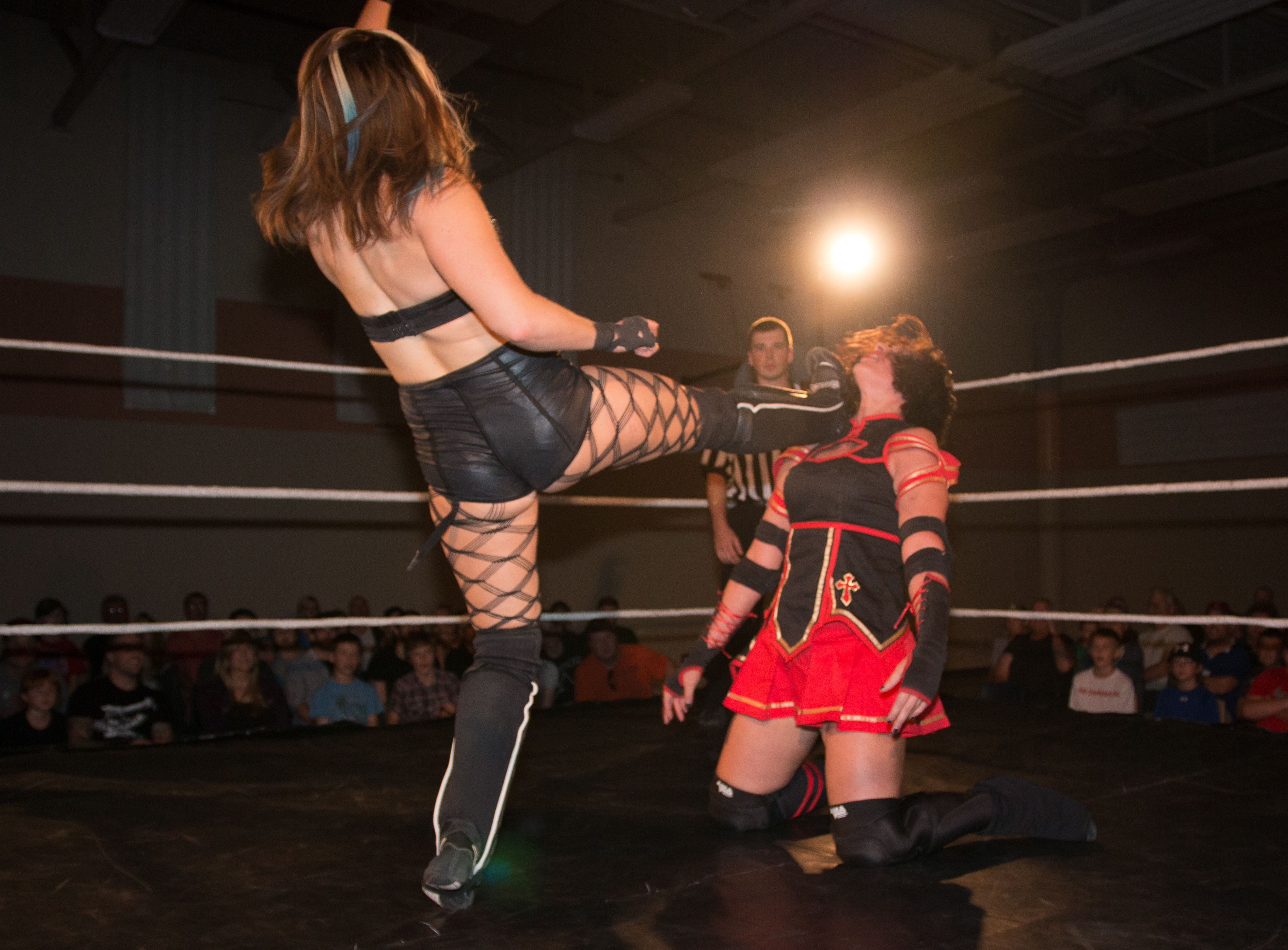
Kay aplicando um big boot em Courtney Rush

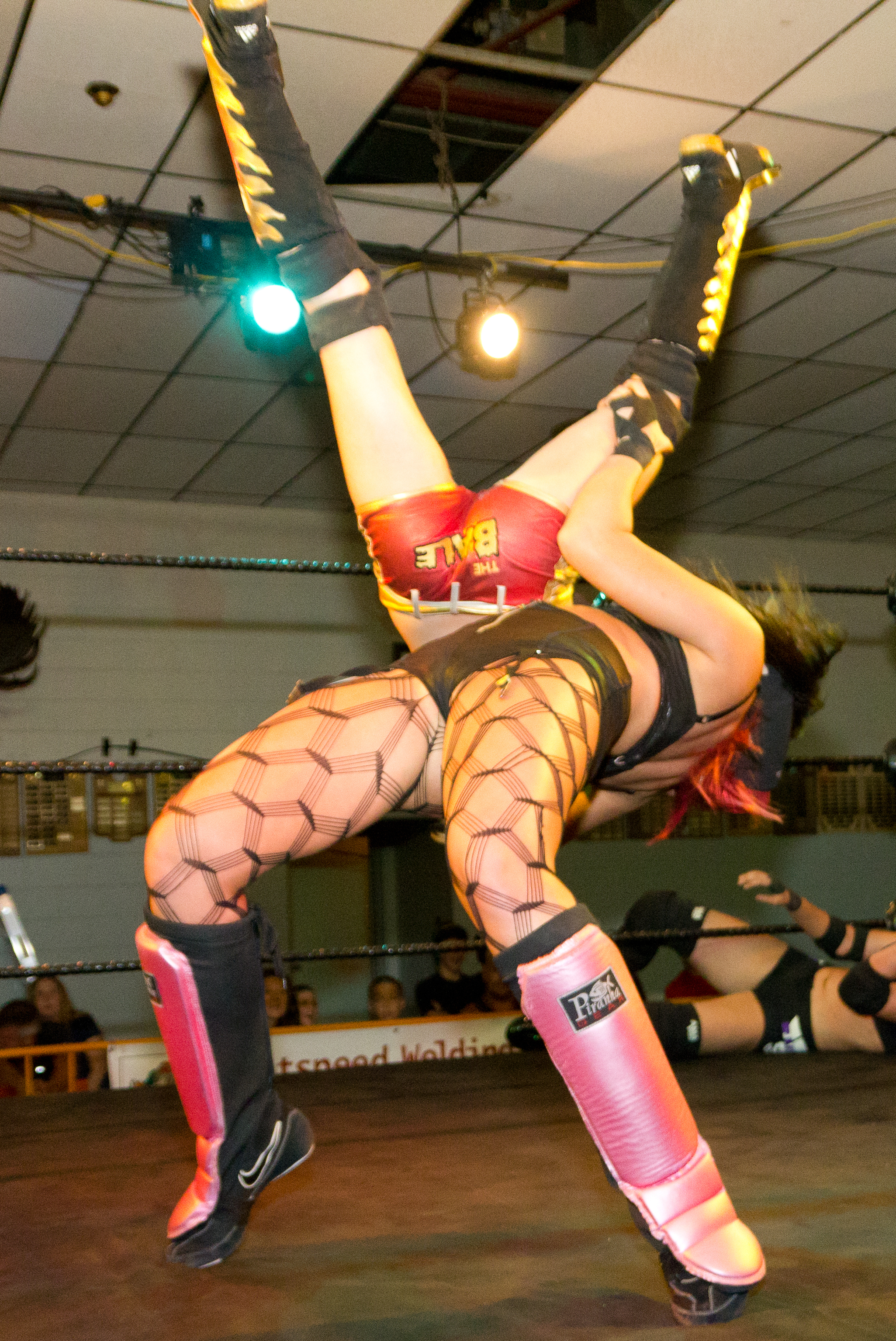
Kay executando um Cut-Throat em 2012

  - Silencer (Running low-angle shoulder block)[6] – 2016–presente
- Managers
  - April Hunter
  - Allie[7]
  - Maria[8]
  - KM[9]
- Alcunhas
  - "AK47"
  - "Mount Crush"[10]
- Temas de entrada
  - "The Dope Show" por Marilyn Manson (Circuito indepedente; 2012 – presente)
  - "Loose Ends" por Sick Logic (ROH; 17 de novembro de 2012, 25 de junho de 2015)
  - "Gangsta's Paradise" por Coolio c/ L.V. (Circuito indepedente; 2014 – presente)
  - "Forever in My Dreams" por Two Steps from Hell (TNA; 17 de maio de 2016 – 17 de março 2017; como parte da Lady Squad)
  - "Anvil" por Dale Oliver[11] (TNA; 17 de maio de 2016 – presente)

## Títulos e prêmios
- Absolute Intense Wrestling
  - AIW Women's Championship (1 vez)[12]
- Pro Wrestling Illustrated
  - O PWI a colocou na 10° posição das 500 melhores lutadoras individuais em 2016[13]
- Total Nonstop Action Wrestling
  - GFW W'omens Championship (1 vez, última)
  - TNA Knockouts Championship (2 vezes; atual)
- Women Superstars Uncensored
  - WSU Tag Team Championship (1 vez) – com Sassy Stephie[14]